# Enargia orenburghensis
Enargia orenburghensis är en fjärilsart som beskrevs av Max Bartel 1902. Enargia orenburghensis ingår i släktet Enargia och familjen nattflyn. Inga underarter finns listade i Catalogue of Life.